# Flabellina
Flabellina ist eine artenreiche Gattung der Fadenschnecken in der Familie Flabellinidae. Die meist kleinen bis mittelgroßen, marinen, gehäuselosen Schnecken fressen vor allem Hydrozoen.

## Merkmale
Die Fadenschnecken der Gattung Flabellina haben lamellierte Rhinophoren. Die Ecken des Fußes sind in Form von Fühlern verlängert. Der Rücken ist mit gruppenweise auf Sockeln angeordneten Cerata überzogen, in denen die Nesselkapseln der gefressenen Nesseltiere gespeichert werden.
Die Seitenzähne der dreireihigen Radula sind gezähnt, der Rhachiszahn mit seitlichen Zähnchen besetzt. An der Schneide des Kiefers sitzen vier oder mehr Reihen von Zähnchen. Der After mündet an der rechten Körperseite neben den Reihen der Cerata.
Die wie andere Fadenschnecken hermaphroditischen Flabellina-Schnecken besitzen ein oder zwei Receptacula seminis. Sie haben einen unbewehrten Penis und einen ausgeprägten Ductus ejaculatorius.
Die Schnecken fressen Nesseltiere, vor allem Polypen von Hydrozoen, aber auch Seeanemonen. Bevorzugte Beutetiere vieler Arten sind Hydrozoen der Gattung Eudendrium.

## Einige Arten
Fadenschnecken der Gattung Flabellina werden meist nicht länger als vier Zentimeter. Zu den größten Arten gehört mit bis zu 7 cm der Spanische Schal (Flabellina iodinea) der nordamerikanischen Pazifikküste. In der Nordsee ist die Familie durch die Rotviolette Fadenschnecke (Flabellina pedata, früher Coryphella pedata), die Milchige Fadenschnecke (Flabellina pellucida), die Rotrückige Fadenschnecke (Flabellina verrucosa), die Lachs-Fadenschnecke (Flabellina salmonacea) und Flabellina browni vertreten.

## Systematik
Flabellina ist eine von sieben Gattungen der Familie Flabellinidae. Zur Gattung werden derzeit 61 Arten gezählt.
Die Gattungsnamen Coryphella Gray, 1850 (die eine Gruppe sehr kleiner Fadenschnecken bezeichnete), Coryphellina O’Donoghue, 1929, Himatella Bergh, 1890 und Himatina Thiele, 1931, sind Synonyme des älteren Gattungsnamens Flabellina Gray, 1833.

## Erwähnung im Film
In dem Science-Fiction-Film 20.000 Meilen unter dem Meer von Walt Disney verschluckt der Harpunier Ned Land aus Versehen ein Exemplar der fiktiven Art „Flabellina oculina“. Tatsächlich handelt es sich bei einer Oculina um eine Gattung der Oculinidae aus der Familie der Steinkorallen.